# Damaeus gibbofemoratus
Damaeus gibbofemoratus är en kvalsterart som först beskrevs av Hammer 1955.  Damaeus gibbofemoratus ingår i släktet Damaeus och familjen Damaeidae. Inga underarter finns listade i Catalogue of Life.